# Franco Di Santo
Franco Di Santo, né le 7 avril 1989, à Mendoza, est un footballeur argentin qui joue au poste d'attaquant au CS Independiente Rivadavia.

## Carrière de club

### Audax Italiano
Né à Mendoza, Di Santo commence sa carrière en club avec l'équipe chilienne Audax Italiano. Pendant la saison 2006-07, il marque 7 buts en 24 matchs, dont un but en six matches de la Copa Libertadores. Puis, en 2007, il marque 7 buts en 37 matches pour le club, dont un but en quatre matches de la Copa Sudamericana. Le 25 janvier 2008, Di Santo signe du côté de la Premier League anglaise avec Chelsea en échange d'un contrat de quatre ans et demi pour un montant de 4,5 millions d'euros.

### Chelsea FC

#### Saison 2007-08
Di Santo marque les esprits dès ses débuts avec la réserve de Chelsea le 11 février 2008, en marquant un but en fin de match pour finalement un match nul 2-2 avec la réserve de Fulham et marque son deuxième but dès son deuxième match avec la réserve toujours, le 3 mars 2008.
Le 14 avril, il marque son premier triplé pour l'équipe réserve de Chelsea contre l'équipe réserve de Tottenham ; le plus spectaculaire des trois buts étant une reprise de volée du pied droit. Lors du dernier match avec la réserve de la saison, Di Santo marque son septième but en huit matches de réserve contre Aston Villa. Il termine la saison avec la réserve 2007-08 avec 12 buts en huit matchs.

#### Saison 2008-09
Di Santo est entraîné avec l'équipe première en 2008-09 pendant la pré-saison et vole avec l'équipe lors de leur stage en Chine. Avant leur premier match, il obtient le numéro 36 et quitte le banc dans ce match contre Guangzhou Pharmaceutical, pour marquer le troisième but lors d'une victoire 4-0. Il marque son deuxième but de la pré-saison à la 65e minute contre les Chengdu Blades dans une victoire 7-0 après avoir remplacé Nicolas Anelka cinq minutes avant la fin du match.
Le 31 août, Di Santo fait ses débuts en équipe première lors d'un nul 1-1 à domicile contre Tottenham Hotspur, après avoir remplacé Nicolas Anelka à la 88e minute du jeu. Il débute en UEFA Champions League contre le CFR Cluj, en remplaçant Florent Malouda à la 70e minute lors d'un match nul 0-0 le 2 octobre 2008. Le 3 janvier 2009, Di Santo fait ses débuts en FA Cup pendant le troisième tour, en remplaçant Joe Cole lors des six dernières minutes contre Southend United pendant un match nul 1-1 à Stamford Bridge.
Di Santo débute une nouvelle fois en remplaçant Florent Malouda à 30 minutes de la fin du match où Chelsea a un but de retard contre Stoke City le 17 janvier 2009. Il délivre une passe décisive à la 88e minute pour Juliano Belletti pour égaliser 1-1, et, Frank Lampard marque finalement le but gagnant à la 94e minute. Le 30 mai, Di Santo remporte la FA Cup 2009 contre Everton. Il fait huit apparitions en tant que remplaçant avec Chelsea en Premier League avant de signer sous forme de prêt à Blackburn Rovers. Di Santo marque de nouveau en match amical lors de la pré-saison contre le Club América en 2009 ; il offre également une passe décisive à son coéquipier Florent Malouda une minute plus tard. Chelsea remporte le match 2-0.

### Prêt à Blackburn Rovers
Le 3 août 2009, Di Santo rejoint Blackburn Rovers prêté jusqu'à février 2010, avec la possibilité de prolonger le prêt de six mois jusqu'en juin 2010. Il fait ses débuts pour Rovers lors de la première journée de la saison, le 15 août, en remplaçant Jason Roberts à la 65e minute lors d'une défaite 2-0 à domicile contre Manchester City. Il débute pour la première fois titulaire mais est remplacé par Nikola Kalinić à cause d'une blessure après 14 minutes de jeu. Blackburn s'incline 2-1.
Après un mois de repos à cause de cette blessure, il rejoue lors d'une victoire 2-1 à domicile contre Aston Villa le 26 septembre. Le 18 octobre, il marque le seul but de son prêt pendant une victoire 3-2 à domicile lors du derby local contre Burnley. En raison de ses bonnes performances, Rovers prolonge son contrat d'un prêt de six mois supplémentaires jusqu'en juin 2010. Cependant, après son prêt prolongé, Di Santo obtient moins de temps de jeu à cause de ses mauvaises statistiques et est souvent utilisé plus en tant que remplaçant de dernière minute. Il n'est pas sélectionné pour le dernier match de Rovers en 2009-10, contre Aston Villa.

### Wigan Athletic

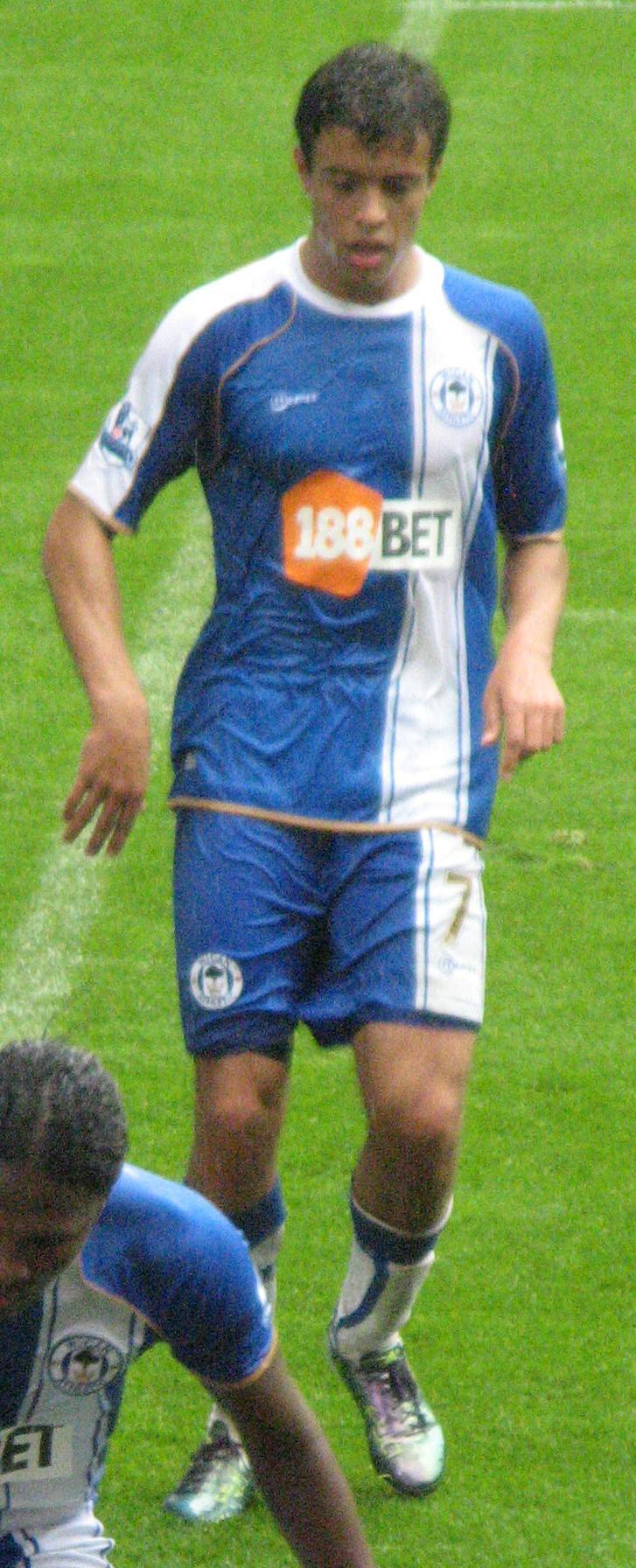
Di Santo avec Wigan Athletic lors d'un match contre Manchester City.

Di Santo signe à Wigan Athletic en 2010 pour 2,4 millions d'euros en raison du manque de temps de jeu avec Chelsea. Il signe un contrat de trois ans. Il fait ses débuts le 11 septembre, en remplaçant, à la 54e minute, Hendry Thomas lors d'un match contre Sunderland qui se termine sur le score de 1-1. Pendant le match suivant, contre Manchester City, il débute pour la première fois titulaire mais son équipe s'incline 2-0 à domicile. Le 23 avril 2011, Di Santo remplace Charles N'Zogbia pour les sept dernières minutes d'une défaite 4-2 à l'extérieur contre Sunderland et marque le dernier but de la rencontre dans le temps additionnel. Il marque son premier but depuis le 18 octobre de 2009. Un match plus tard, Di Santo obtient un penalty qu'il offre à son coéquipier Ben Watson qui transforme le penalty en un but pour obtenir le match nul 1-1 contre Norwich City.
Le 27 août 2011, lors du troisième match de la saison, il marque un doublé pour une victoire 2-0 contre les Queens Park Rangers et obtient une ovation du stade avant de remplacer Conor Sammon. Le 17 septembre, il marque à nouveau au Goodison Park contre Everton, après une passe de Tony Hibbert. Mais Wigan s'incline finalement 3-1. Di Santo marque son premier but de la saison 2012-13 lors d'une victoire 2-0 contre le promu Southampton le 25 août, en ouvrant le score à la 51e minute avec une finition très haut dans le filet de l'intérieur de la zone.
Le 11 mai 2013, il joue la deuxième finale de FA Cup de sa carrière contre Manchester City. Il entre en jeu à la 51e minute et il doit attendre la 90e minute pour voir son équipe marquer et remporter la Coupe. Le 30 juin 2013, Di Santo est libéré par Wigan après avoir joué 97 matchs et marqué 13 buts.

### Werder Brême
Le 14 août 2013, Di Santo signe un contrat de quatre ans avec le club de Bundesliga, le Werder Brême. Il fait ses débuts lors d'une défaite 1-0 face au Borussia Dortmund. Neuf jours plus tard, il remplace Marko Arnautović à la 67e minute. Le 14 septembre, il est expulsé lors de la défaite 0-3 à domicile contre l'Eintracht Francfort pour un tacle violent à l’égard de Bastian Oczipka. Deux mois plus tard, dans les cinq dernières minutes d'un match à domicile contre Mayence, Di Santo est servie par Eljero Elia et marque par la suite son premier but en Bundesliga, mais Brême s'incline une nouvelle fois sur le score de 2-3. Il termine sa première saison au club avec 4 buts en 23 matches de championnat. Le 1er novembre 2014, Di Santo marque un superbe doublé pour finalement la première victoire de la saison pour le Werder Brême après 10 matchs. Di Santo réalise la meilleure saison de sa carrière et explose avec notamment un doublé contre le Hertha Berlin, un but contre Wolfsburg, un but contre le Hambourg SV, bref, il totalise 14 buts en 25 matchs à 3 matchs de la fin de saison.
Le 25 juillet 2015, le Werder annonce officiellement le départ de di Santo sans toutefois préciser la destination qui devrait être Schalke 04. Dans la même journée, le club de Schalke 04 annonce avoir trouvé un accord avec l'attaquant argentin. Ce dernier est lié avec le club de la Ruhr pour les quatre prochaines années. En juillet 2015, Di Santo quitte le club pour rejoindre le FC Schalke 04.

### FC Schalke 04
Le 25 juillet 2015, Franco Di Santo signe un contrat de quatre ans avec le FC Schalke 04 en échange de 6 Millions d'euros.
Le 8 août 2015, il marque son premier but dès son premier match avec Schalke à l'occasion d'un match de DFB Pokal face au MSV Duisburg (victoire 5-0). Il fait ses débuts en Bundesliga le 15 août 2015, face au Werder Brême, son ancienne équipe. Le 1er octobre 2015, il marque un magnifique triplé en 17 minutes seulement avec le Schalke 04 en Ligue Europa. Ce sera d'ailleurs le cinquième triplé le plus rapide de l'histoire de la Ligue Europa. Il permet à son équipe de s'imposer 4-0 face au PAE Asteras Tripolis. Lors de la journée de Ligue Europa qui suit, Di Santo récidive en marquant un but et en délivrant une passe décisive. Il permet donc à son équipe d'obtenir le match nul face au Sparta Prague (2-2). Peu à peu, Di Santo devient indispensable à Schalke 04 et devient le titulaire de l'attaque mais n'a pas le même rendement qu'à Brême seulement douze buts en 83 matchs, toutes compétitions confondues. Lors de la quatrième journée de la saison 2018-2019, il a une altercation avec son entraineur lors de son remplacement. Il ne jouera ensuite que deux matchs et sera écarté du groupe avant les matchs retour.

### Rayo Vallecano
Le dernier jour du mercato d'hiver 2019, Di Santo signe un contrat jusqu'à la fin de saison au Rayo Vallecano de Madrid, en fin de saison le club est relégué, le joueur se retrouve sans club.

## Carrière internationale
Di Santo fait ses débuts pour l'équipe d'Argentine des moins de 20 en 2006 et marque son premier but lors d'un match contre la France des moins de 20 ans. Il fait partie de léquipe qui participe au Championnat de la jeunesse en Amérique du Sud 2007 au Paraguay, ou le Brésil gagne par un avantage de deux points sur l'Argentine. Il est également appelé pour le Championnat sud-américain de la jeunesse 2009 au Venezuela, mais n'est pas autorisé à prendre part en raison de la crise de la blessure à Chelsea.
De 2006 à 2009 Di Santo joue 25 matchs et marque 5 buts. Le 31 octobre 2012, Di Santo a été remis une convocation pour l'équipe de l'équipe nationale Argentine par le directeur Alejandro Sabella pour leur prochain match amical contre l'Arabie saoudite le 14 novembre 2012.
En mai 2014, Di Santo est appelé de nouveau avec l'équipe nationale d'Argentine, pour les matchs préparatoires de la Coupe du monde de la FIFA 2014 au Brésil. BBC Sport l'a qualifié de «l'inclusion surprise". Cependant, un mois plus tard, il fait partie des quatre joueurs sortie du groupe pour un second match préparatoire avec l'Argentine. Pourtant, il réalise de bonnes performances mais l’entraîneur ne l'inclut pas dans le groupe des 26 joueurs.

## Palmarès
Chelsea FC
- Vainqueur de la FA Cup en 2009

 Wigan Athletic
- Vainqueur de la FA Cup en 2013